# Dead Horse
A "Dead Horse" egy dal a Guns N’ Roses Use Your Illusion I albumáról. A kompozíció egy akusztikus gitárriffel indul, amit Axl Rose írt. Az elektromos gitárok egy nehezebb részben kapnak helyet és végig szerepelnek a dalban. Aztán végül egy audio-effektel ér véget.
Bár a dalt nem adták ki kislemezen, 1993-ban készítettek hozzá egy videóklipet, amit Louis Marciano rendezett. Később a klip felkerült a Welcome to the Videos DVD-re.

## Érdekességek
- Ez a négy dal közül az egyik, amelyben Axl Rose gitáron játszik. A másik három a "Shotgun Blues" az Use Your Illusion II-ról, a "Madagascar" és a "There was a Time" a Chinese Democracy-ról. Ezeken ritmusgitáron játszik.
- Az első akusztikus rész végén a diótörő-hangot a producer Mike Clink csinálta.
- A dalt először élőben a Rock in Rio II-ön adták elő 1991. január 20-án.
- A "Dead Horse" volt az egyik olyan dal, amivel a zenekar a közönséget szórakoztatta a "November Rain" videóklip forgatásának szüneteiben.[1]